# Portable Document Format
Portable Document Format (PDF), är ett digitalt dokumentformat utvecklat av Adobe Systems och introducerat 1993. Filerna visas på skärm i samma form som de har som utskrivna, så långt skärmens upplösning tillåter.

## Användningsområden
PDF är ett öppet format, vilket innebär att den som vill kan skapa ett program för PDF-framställning. Formatet stöds på många datorplattformar. Allt fler program har också inbyggd PDF-exportfunktion, till exempel LibreOffice och Microsoft Word. Den vanligaste läsaren är gratisprogrammet Adobe Reader[källa behövs]. Fria alternativ, ofta baserade på Ghostscript eller xpdf, som använder systemresurserna mycket effektivare än de kommersiella, är vanliga på unixliknande system såsom FreeBSD eller GNU/Linux. Det vanligaste programmet för PDF-framställning är sannolikt Adobe Acrobat och Adobe PDF Library. Det senare ingår i bland annat Indesign och Illustrator.
PDF används i första hand som ett distributionsformat, såväl för visning på skärm som för utskrift och tryck. Då PDF-dokument kan infogas i ett dokument kan det fungera som ett kompaktare alternativ till EPS-dokument. PDF har också blivit ett föredraget format för annonser som skall tryckas i tidningar.

## Struktur och funktioner
PDF är Postscript-baserat, men det är delvis komprimerat och därmed avsevärt kompaktare än såväl .ps- som .eps- och .prn-dokument med motsvarande innehåll (om filer i dessa format komprimeras blir storleken i stort sett den samma som PDF-dokumentets). Liksom Postscript kan PDF innehålla både vektor- och punktbaserad grafik, samt text. All grafik är inbakad i pdf-dokumentet. Det är möjligt att också inkludera alla eller en del av de typsnitt som används i dokumentet, antingen i sin helhet eller ifråga om de tecken som används. Vissa typsnitt finns tillgängliga på varje PDF-läsare och behöver alltså aldrig inkluderas. PDF-dokument kan även innehålla innehållsförteckning, interna och externa hyperlänkar, formulär, samt ljud- och videofiler. Olika färgrymder stöds av formatet.
PDF-dokument kan också förses med lösenordsskydd av olika omfattning, vilket dock enkelt kan avlägsnas med hjälp av en mängd olika applikationer.
Det finns olika varianter av PDF, avsedda för olika användningsområden, inklusive bildspel, e-böcker och för tryck.
- PDF/X-1a:2001, PDF/-1a:2003, PDF/X-3:2002, PDF/X-3:2003, PDF/X-4:2007 är ISO-standarder för trycksaksframställning.
- PDF/A-1:2005 är en ISO-standard för PDF som arkiveringsformat, baserat på PDF 1.4.
- PDF/E-1 (ISO 24517-1:2008) är en ISO-standard för ritningar och annan teknisk dokumentation, baserat på PDF 1.6.
- PDF 1.7 (ISO 32000-1:2008) är en ISO-standard baserad på PDF 1.7 och avsedd för generell användning. Standarden publicerades 2008-07-01.

Adobe har överlämnat PDF Reference, version 1.7 till AIIM, the Enterprise Content Management Association, för att få formatet antaget som en ISO-standard för allmän användning (ej specifikt avsedd för till exempel tryck, som PDF/X är). För att PDF 1.7 skall kunna antas som en ISO-standard måste Adobe ändra åtskilliga skrivningar i PDF Reference, utan att därmed ändra själva formatet. Till exempel skall språket ändras från amerikansk engelska till internationell engelska, och hänvisningar till Adobe Acrobat och andra Adobe-program skall tas bort.

## Versioner
Lanseringen av nya PDF-versioner har hela tiden varit nära knuten till lanseringen av nya versioner av Adobe Acrobat, dock med ett avsteg för PDF 1.4, som lanserades med Adobe Illustrator 9, innan Acrobat 5 med stöd för PDF 1.4 lanserades):
- PDF 1.0 (Adobe Acrobat 1.0)
- PDF 1.1 (Adobe Acrobat 2.0)
- PDF 1.2 (Adobe Acrobat 3.0)
- PDF 1.3 (Adobe Acrobat 4.0)
- PDF 1.4 (Adobe Illustrator 9.0 och senare Adobe Acrobat 5.0)
- PDF 1.5 (Adobe Acrobat 6.0)
- PDF 1.6 (Adobe Acrobat 7.0)
- PDF 1.7 (Adobe Acrobat 8.0)
- PDF 1.7, Adobe Extension Level 3 (Adobe Acrobat 9.0; tolkas som PDF 1.8 av Acrobat 8)